# 梶田孝道
梶田 孝道（かじた たかみち、1947年4月18日 - 2006年5月29日 ）は、日本の社会学者。専門は、国際社会学・ヨーロッパ研究。元一橋大学大学院社会学研究科教授。1988年『エスニシティと社会変動』でサントリー学芸賞受賞。

## 人物
民族の移動、民族意識の変化、地域統合の問題などの分析・理論化の研究を行っていた。 
1997年に桜美林大学助教授の李光一から、李の論文「エスニシティと現代社会－政治社会学的アプローチの試み－」『思想』（岩波書店一九八五年四月号（昭和六〇年四月五日発行）について、著作権及び著作者人格権の侵害があるとして損害賠償請求訴訟を提起されたが、勝訴した。しかし、梶田孝道の「剽窃・盗用」疑惑はこれにとどまらず複数あることが大学院生などの内部告発により明らかとなり、本訴訟と並行して道義的責任や研究姿勢をめぐり一橋大学社会学部において査問委員会が設置された。梶田の一連の著作が対象とされる該当論文等と詳細に比較、検討された。社会学部教授会は、査問委員会の報告を受け、梶田に対し（「黒でなくても白ではない」という表現で）責任があることを認め、今後十分注意して研究活動をするよう勧告した。尚、李論文からの盗用の疑いがもたれた『エスニシティと社会変動』、および大学院生の修士論文の一部を盗用したとされた『統合と分裂のヨーロッパ―EC・国家・民族』 (岩波新書)は、この「事件」以後、各出版社の独自の判断により、再版されていない。  	 
2006年一橋大学教授在職中に死去。
梶田ゼミナール出身者には坂井一成（元神戸大学教授）、小ヶ谷千穂（フェリス女学院大学教授）、南川文里（同志社大学教授）、村中璃子(ジャーナリスト、医師)などがいる。

## 略歴
- 1947年 岐阜県瑞浪市生まれ
- 1972年 東京大学文学部卒業
- 1974年 同大大学院社会学研究科修士課程修了
- 1977年 同博士課程単位取得退学。
- 1977年 津田塾大学学芸学部専任講師
- 1981年 フランス国立社会科学高等研究院客員研究員
- 1981年 津田塾大学芸学部助教授
- 1989年 同教授
- ブリュッセル自由大学ヨーロッパ研究所客員研究員
- 1993年 一橋大学社会学部教授
- 2006年5月29日死去、59歳

## 著書

### 単著
- 『テクノクラシーと社会運動――対抗的相補性の社会学』（東京大学出版会, 1988年）
- 『エスニシティと社会変動』（有信堂, 1988年）
- 『統合と分裂のヨーロッパ――EC・国家・民族』（岩波書店［岩波新書］, 1993年）
- 『新しい民族問題――EC統合とエスニシティ』（中央公論社［中公新書］, 1993年）
- 『外国人労働者と日本』（日本放送出版協会, 1994年）
- 『国際社会学のパースペクティブ――越境する文化・回帰する文化』（東京大学出版会, 1996年）

### 共著
- （奥田道大）『コミュニティの社会設計――新しい<まちづくり>の思想』（有斐閣, 1982年）
- （船橋晴俊・長谷川公一）『高速文明の地域問題――東北新幹線の建設・紛争と社会的影響』（有斐閣, 1988年）
- （丹野清人・樋口直人）『顔の見えない定住化――日系ブラジル人と国家・市場・移民ネットワーク』（名古屋大学出版会, 2005年）

### 編著
- 『国際社会学――国家を超える現象をどうとらえるか』（名古屋大学出版会, 1992年／2版, 1996年）
- 『ヨーロッパとイスラム――共存と相克のゆくえ』（有信堂, 1993年）
- 『国際社会学』（放送大学教育振興会, 1995年）
- 『講座社会変動（7）国際化とアイデンティティ』（ミネルヴァ書房, 2001年）
- 『新・国際社会学』（名古屋大学出版会, 2005年）

### 共編著
- （似田貝香門）『リーディングス日本の社会学　社会運動』（東京大学出版会, 1986年）
- （宮島喬）『現代ヨーロッパの地域と国家――変容する「中心-周辺」問題への視角』（有信堂, 1988年）
- （宮島喬）『統合と分化のなかのヨーロッパ』（有信堂, 1991年）
- （伊豫谷登士翁）『外国人労働者論――現状から理論へ』（弘文堂, 1992年）
- （栗田宣義）『キーワード社会学――現代社会を解読する』（川島書店, 1993年）
- （宮島喬）『外国人労働者から市民へ――地域社会の視点と課題から』（有斐閣, 1996年）
- （宮島喬）『国際社会（1）国際化する日本社会』（東京大学出版会, 2002年）
- （小倉充夫）『国際社会（3）国民国家はどう変わるか』（東京大学出版会, 2002年）
- （宮島喬）『国際社会（4）マイノリティと社会構造』（東京大学出版会, 2002年）
- （小倉充夫）『国際社会（5）グローバル化と社会変動』（東京大学出版会, 2002年）